# Torres (Piura)
Torres es un caserío peruano ubicado en el distrito de Lancones, perteneciente a la provincia de Sullana del departamento de Piura, al norte del Perú. 

## Ubicación
Torres se ubica al norte de la provincia de Sullana, en el distrito de Lancones, en el departamento de Piura. Se ubica muy cerca a la frontera ecuatoriana-peruana.

## Demografía
En 2017 Torres tenía una población de 80 habitantes.
| Gráfica de evolución demográfica de Torres entre 1993 y 2017 |
|                                                              |
| Fuentes: Población 1993 y 2017                               |